# Homalocarpus
Homalocarpus es un género de plantas herbáceas perteneciente a la familia de las apiáceas.Comprende 6 especies descritas y  aceptadas.

## Taxonomía
El género fue descrito por Hook. & Arn. y publicado en Botanical Miscellany 3: 348. 1833. La especie tipo es: Homalocarpus bowlesioides Hook. & Arn.	

## Especies seleccionadas
A continuación se brinda un listado de las especies del género Homalocarpus aceptadas hasta septiembre de 2012, ordenadas alfabéticamente. Para cada una se indica el nombre binomial seguido del autor, abreviado según las convenciones y usos.
- Homalocarpus bowlesioides Hook. & Arn.
- Homalocarpus dichotomus (Poepp. ex DC.) Mathias & Constance
- Homalocarpus digitatus (Phil.) Mathias & Constance
- Homalocarpus dissectus Mathias & Constance
- Homalocarpus integerrimus (Turcz.) Mathias & Constance
- Homalocarpus nigripetalus (Clos ex Gay) Mathias & Constance